# محوطه ناوچیا
محوطه ناوچیا در شهرستان گیلانغرب، بخش مرکز ی، دهستان چله، ۸۵۰ متری شمال شرق روستای شیرزادی واقع شده و این اثر در تاریخ ۲۷ اسفند ۱۳۸۶ با شمارهٔ ثبت ۲۲۳۵۴ به‌عنوان یکی از آثار ملی ایران به ثبت رسیده است.